# Zukertortopening
De Zukertortopening is in een schaakpartij een variant in de flankspelen met als beginzet 1. Pf3. De opening heeft de ECO-code A04 en is vernoemd naar de Poolse schaker Johann Zukertort (1842–1888). Tegenwoordig wordt de opening ook wel de Rétiopening genoemd.